# 대반초등학교
대반초등학교는 대한민국 광주광역시 광산구 월곡동에 있는 초등학교이다.

## 연혁
- 2003.03.01 대반초등학교 개교(10학급)
- 2003.03.11 병설유치원 개원
- 2020.01.04 17회 124명 졸업(총 2533명)
- 2020.03.01 30학급 편성(유치원1학급 별도)
- 2020.09.01 제8대 김혜련 교장 부임
- 2021.01.14 18회 90명 졸업(총 2623명)
- 2021.03.01 28학급 편성 (유치원 1학급 별도)

## 학교 상징
- 교화 - 철쭉 : 장렬, 명예, 조화
- 교목 - 소나무 : 기상, 장엄, 지조
- 교색 - 녹색 : 희망, 이상, 성장

## 참고 자료
- 대반초등학교 - 한국교육학술정보원 학교알리미